# Anita Carter
Ina Anita Carter (Condado de Scott, 31 de março de 1933 - Hendersonville, 29 de julho de 1999) foi uma cantora e compositora norte-americana que tocava contrabaixo, guitarra e harpa. Ela se apresentou com suas irmãs, Helen e June, e sua mãe, Maybelle , inicialmente sob o nome de Mother Maybelle and the Carter Sisters. Carter teve três hits no top dez e foi o primeiro a gravar a música "Ring of Fire".
Ela também foi compositora, mais notavelmente co-escrevendo o hit de Johnny Cash, Rosanna's Going Wild .

## Biografia
Nascida em Maces Spring, Virgínia, ela marcou dois top dez hits em 1951 com "Down The Trail of Achin' Hearts" e "Blue Bird Island", ambos duetos com Hank Snow. Em 1962, ela gravou " Love's Ring of Fire ", escrita por sua irmã June e Merle Kilgore. Depois que a música não conseguiu chegar às paradas, Johnny Cash a gravou como "Ring of Fire" em março de 1963 com os chifres e as Carter Sisters (junto com Mother Maybelle). Esta versão se tornou um sucesso para Cash.
Ela alcançou o top dez novamente em 1968 com "I Got You", um dueto com Waylon Jennings. Carter também alcançou o top 50 com sucessos como "I'm Gonna Leave You" em 1966 e "Tulsa County" em 1971.
Ela apareceu no The Kate Smith Evening Hour com sua família e em um dueto com Hank Williams, em sua música " I Can't Help It (If I'm Still in Love with You) ".

### Casamentos
Carter casou-se com o violinista Dale Potter em 1950 (mais tarde eles se divorciaram), o músico Don Davis em 1953 (divorciado e depois se casou novamente) e Bob Wootton (guitarrista da banda de Johnny Cash The Tennessee Three ) em 1974 (divorciado). Ela teve dois filhos, Lorrie Frances e John Christopher (Jay) Davis.

### Morte
Carter sofreu de artrite reumatóide por muitos anos, e as drogas usadas para tratá-la danificaram gravemente seu pâncreas, rins e fígado. Ela morreu em 29 de julho de 1999, aos 66 anos, um ano depois da irmã mais velha Helen e quatro anos antes da irmã do meio June. Ela estava sob cuidados paliativos na casa de Johnny e June Carter Cash em Hendersonville, Tennessee . Seu enterro foi em Hendersonville Memory Gardens em Hendersonville, Tennessee.

## Discografia

### Álbuns
- 1962 - Together Again (com Hank Snow) (RCA)
- 1962 - Anita Carter Sings Folk Songs Old and New (Mercury)
- 1964 - Anita of the Carter Famly (Mercury)
- 1972 - So Much Love (Capitol Records)
- 1995 - Yesterday (House of Cash)
- 2004 - Appalachian Angel: Suas gravações 1950-1972 e 1996[4]

### Singles e EPs
- 1950 - Somebody's Cryn'
- 1953 - There'll Be No Teardrops Tonight
- 1955 - Pledging my Love
- 1955 - That's What Makes the Jukebox Play
- 1955 - Making Believe
- 1955 - False Hearted
- 1956 - Keep Your Promise, Willie Thomas
- 1956 - A Tear Fell
- 1956 - Believe It Or Not
- 1957 - Blue Doll (Credence Records)
- 1957 - He's a Real Gone Guy
- 1960 - Mama (Don't Cry at My Wedding)
- 1960 - Tryin' to Forget About You
- 1963 - Ring of Fire
- 1963 - Running Back
- 1964 - Little Things Mean a Lot
- 1965 - Twelve O'Clock High
- 1966 -  You Couldn't Get My Love Back (If You Tried)/ I'm Gonna Leave You
- 1966 - I've Heard The Wind Blow Before
- 1967 - Love Me Now (While I Am Living)
- 1967 - You Weren't Ashamed to Kiss Me (Last Night)
- 1968 - I Got You
- 1968 - Cry Softly
- 1968 - To Be a Child Again
- 1969 - Coming of the Roads
- 1970 - Tulsa County
- 1971 - Loving Him Was Easier/A Whole Lotta Lovin'